# Armadillo truncat
L'armadillo truncat (Chlamyphorus truncatus) és l'espècie més petita d'armadillo, un tipus d'animal conegut especialment per la seva cuirassa òssia. Mesura aproximadament 90–115 mm de llarg excloent la cua i és d'un color rosa o rosa pàl·lid. Viu al centre de l'Argentina, on viu en zones herboses seques i planes de sorra amb arbusts i cactus. És capaç d'enterrar-se completament en qüestió de segons si se l'espanta.